# Svenska nyheter

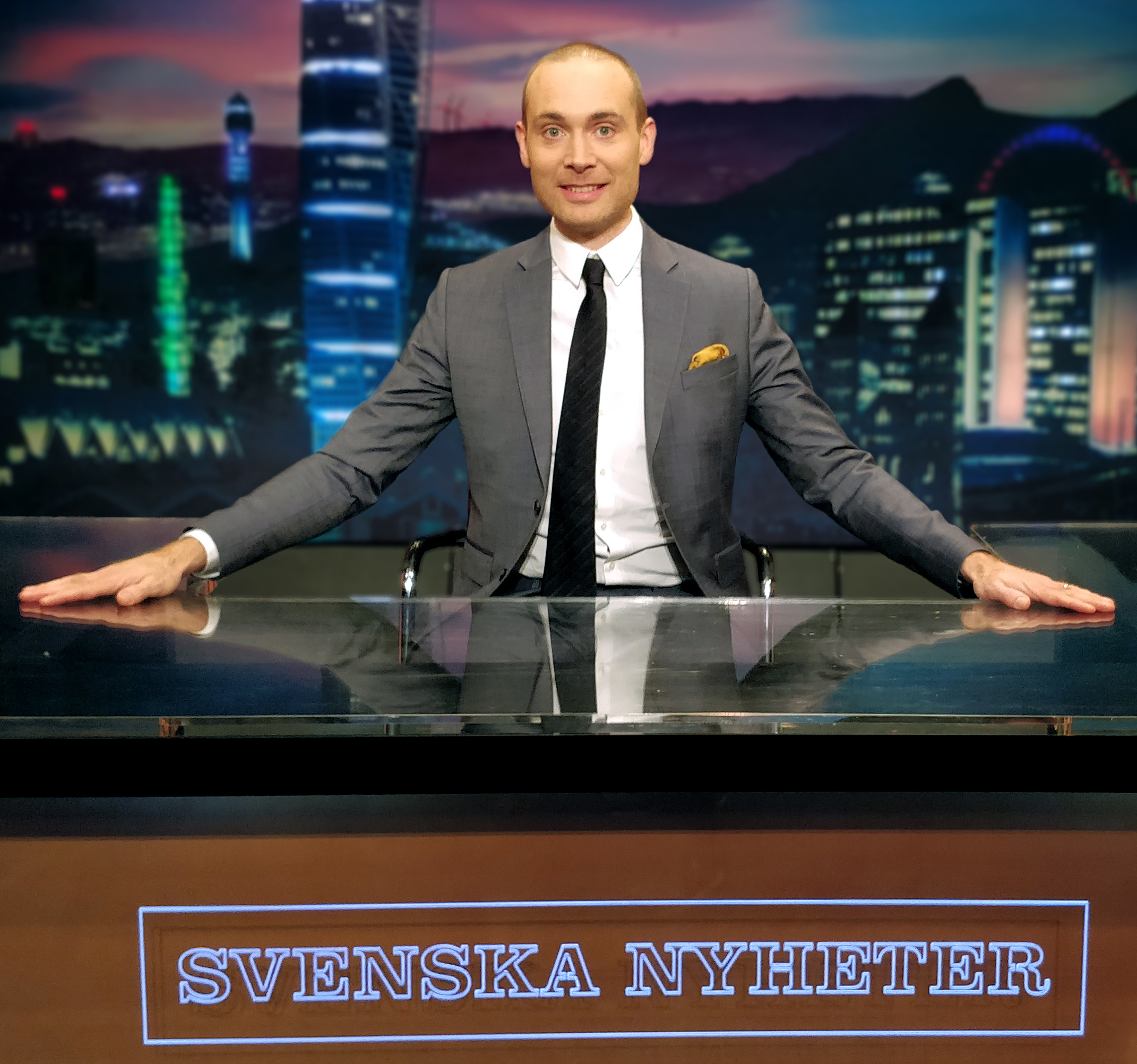
Jesper Rönndahl under inspelningen av säsong 3, 2019.

Svenska nyheter är ett på fredagar klockan 22.00 sänt samt två säsonger om året återkommande 30 minuter långt politisk satirprogram i Sveriges Television baserat på amerikanska Last week Tonight och The Daily Show vilket hade premiär den 9 mars 2018 i SVT1 och på SVT Play.

Programledare har genom åren varit  Jesper Rönndahl (säsong 1-3), Kristoffer Appelquist (säsong 4-10, bortsett avsnitt 1 i säsong 9), Johanna Hurtig Wagrell (avsnitt 1 i säsong 9) samt Messiah Hallberg (från säsong 11).

## Medarbetare

### Jesper Rönndahls tid som programledare (säsong 1-3)
Manusgruppen de första tre säsongerna bestod bland annat av Sandra Ilar, Johanna Hurtig Wagrell, Björn Edgren, Stefan Wiik, Elin Almén, Adam von Friesendorff och Robin Berglund. Jens Ganman, som under en tid hade publicerat ironiska tårtdiagram, har i inslag medverkat med dessa.
I mars 2019 meddelade Jesper Rönndahl att han inte skulle medverka i en fjärde säsong. Det sista avsnittet i säsong 3 blev därmed hans sista där han även höll ett avskedstal inför ett par utvalda politiker från Sveriges riksdag samt i samband med detta även överlämnade ett antal underskrifter för en så kallad "Pexit-omröstning" (en omröstning för huruvida Sverige skulle vara kvar i postsamarbetet, Postnord, med Danmark.)

### Kristoffer Appelquists tid som programledare (säsong 4-10)
I maj samma år presenterades Kristoffer Appelquist som ny komiker att ta över programledarskapet i en fjärde säsong hösten 2019.
I samband med säsongsavslutningen i säsong 10 hösten 2022 meddelade Kristoffer Appelquist att han hade för avsikt att ej medverka i en potentiell elfte säsong samt att det avsnittet skulle bli hans sista då han upplevt att programledarskapet blivit en för stor tyngd för familjen. 

### Messiah Hallbergs tid som programledare (säsong 11-15)
I januari 2023 stod det klart att komikern Messiah Hallberg som tidigare medverkat i TV4:s Parlamentet tar över som programledare efter Kristoffer Ahonen Appelquist. "Jag har länge avundsjukt sneglat mot Svenska nyheter och de som lett programmet. Det är en ära att ha fått förtroendet och jag ska försöka göra programmet rättvisa" sade Hallberg i samband med att han presenterades som programledare.

### Övrigt
Den tidigare producenten för programmet Michael Lindgren har beskrivit det som aktuell politisk satir efter anglosaxiskt snitt.

## Uppmärksamhet
Programmet har beskrivits som en succé, men också fått kritik för enstaka inslag. Enligt Svenska Dagbladet har det varit bättre än liknande program som Elfte timmen med Peter Settman i SVT och Veckans nyheter med Henrik Schyffert.
De första fyra programmen anmäldes elva gånger till Granskningsnämnden, och SVT mottog även hot om juridisk process. Den ansvarige utgivaren Thomas Hall påpekade att satirprogram inte har samma krav att ge replikmöjlighet som Aktuellt.
2019 rapporterade radioprogrammet Medierna att programmet ständigt har massanmälts till Granskningsnämnden.

### Inslag om Kina
Hösten 2018 uppmärksammades Rönndahl då han medverkat i en satirisk informationsfilm riktad till kinesiska turister, där kineser bland annat instruerades att inte bajsa på offentliga platser. Bakgrunden till sketchen var en händelse i Stockholm då kinesiska turister avvisats från ett vandrarhem. Inslaget sändes på kinesiska och publicerades på en kinesisk webbplats, vilket ledde till att det uppmärksammades i kinesiska medier. Inslaget utvecklade sig till en diplomatisk kris när kinesiska ambassaden anklagade sketchen för att vara rasistisk och SVT uppmanades av det kinesiska utrikesdepartementet att "vidta åtgärder" med anledning av inslaget. Detta ledde till att Rönndahl öppnade avsnittet veckan efter genom att be de kineser om ursäkt som blivit kränkta men var även noga med att påpeka att han inte bad den kinesiska staten om ursäkt. Producenten Michael Lindgren hur han uppmanades att delta i ett möte på SVT med en kinesisk delegation där han blev filmad samtidigt som han förväntades att be om ursäkt.
I samband med händelsen utsattes SVT för överbelastningsattacker och trollarméer. Lindgren och hans anhöriga utsattes för hot.

### Inslag om IS-terrorister
Den 1 mars 2019 innehöll Svenska nyheter ett inslag om islam och IS-terrorister som resulterade i tung kritik på sociala medier. Vissa menade att SVT och Svenska nyheter drog paralleller mellan muslimer och terrorister, andra menade att det var fel att skämta om brott mot mänskligheten. I ett skriftligt svar medgav SVT att inslaget kunde misstolkas om det togs ur sin kontext.

### Låten "Slutna kluster"
Säsongsfinalen 2020, som sändes den 20 november, avslutades med att ett stort antal debattörer tillsammans sjöng låten "Slutna kluster".
I låten framför deltagarna en parodisk, och i vissa fall självironisk, bild av sig själva och sina åsikter. De debattörer som deltog var Göran Greider, Annika Strandhäll, Henrik Jönsson, Hanif Bali, Hanne Kjöller, Chang Frick, Navid Modiri, Bianca Kronlöf, Tiffany Kronlöf, Sakine Madon, Anders Lindberg, Jens Ganman, Ann Heberlein, Peter Wolodarski, Bert Karlsson, Janne Josefsson, Robert Aschberg, Anne Lundberg, Jan Helin, Dick Erixon och Mustafa Panshiri. 
Flera debattörer tackade nej till att vara med, däribland Joakim Lamotte och Ivar Arpi. Även Gudrun Schyman tackade nej. Arpi och Lindgren debatterade senare låten i Sveriges Radio.
Sången är skriven av Michael Lindgren, Andreas Grill, Björn Edgren, Jens Ganman och Stefan Wiik.

### Staty av trafikborgarrådet Daniel Helldén (MP)
Den 3 oktober 2021 möttes ett flertal stockholmare av en staty av Stockholms stads trafikborgarråd, Daniel Helldén (MP), på Skeppsbron. Statyn blev genast omskriven i sociala medier och vid statyn stod det att den var gjord av konstnären "KA Ahonen". Helldén uttalade sig om statyn i en intervju med lokaltidningen Mitt i "Ja, vad ska man säga? Det är en staty av mig, rakt upp och ner. Jag vet inte om jag ska känna mig hedrad eller bara tycka det är konstigt. Jag har lite svårt att förstå att folk har lagt sådan kraft på att göra en fullskalig staty av mig. Det känns lite märkligt." 
Dagen efter tog trafikkontoret i Stockholm ned statyn då den inte fått tillstånd. I avsnittet senare samma vecka (avsnitt 7, säsong 8) efter ett inslag om att kommuner ska lägga 1 % av budgeten vid kommunala nybyggen på konst så avslöjades det att det var Svenska Nyheter som byggt och ställt ut statyn. Den angivna konstnären "KA Ahonen" matchar också programledaren, Kristoffer Ahonen Appelquists initialer. 

### Hån mot Turkiets president
I oktober 2022 fick programmet ånyo internationell uppmärksamhet när det gjorde narr av den turkiske presidenten Recep Erdoğan. Det turkiska utrikesdepartementet tillkallade Sveriges ambassadör i Turkiet för att lämna ett klagomål över det program som skämtade om presidenten. Sverige hade strax innan ansökt om NATO-medlemskap och för att ansökan skulle godkännas var alla länder, och däribland Turkiet, tvungna att godkänna den.

## Utmärkelser
Programmet vann Kristallen 2019 som årets nyheter- och aktualitetsprogram samt Det svenska humorpriset för Årets humorprogram 2019.

## Säsongsinformation
| Säsong                  | Sändningsdatum                  | Sändningsdag och tid           | Antal avsnitt | Programledare         |
| ----------------------- | ------------------------------- | ------------------------------ | ------------- | --------------------- |
| Säsong 1 (våren 2018)   | 9 mars – 13 april 2018          | ?                              | 6             | Jesper Rönndahl       |
| Säsong 2 (hösten 2018)  | 24 augusti – 12 oktober 2018    | ?                              | 8             | Jesper Rönndahl       |
| Säsong 3 (våren 2019)   | 25 januari – 29 mars 2019       | Fredagar klockan 22.00 – 22.30 | 10            | Jesper Rönndahl       |
| Säsong 4 (hösten 2019)  | 20 september – 22 november 2019 | Fredagar klockan 22.00 – 22.30 | 10            | Kristoffer Appelquist |
| Säsong 5 (våren 2020)   | 24 januari – 27 mars 2020       | Fredagar klockan 22.00 – 22.30 | 10            | Kristoffer Appelquist |
| Säsong 6 (hösten 2020)  | 18 september – 20 november 2020 | Fredagar klockan 22.00 – 22.30 | 10            | Kristoffer Appelquist |
| Säsong 7 (våren 2021)   | 29 januari – 2 april 2021       | Fredagar klockan 22.00 – 22.30 | 10            | Kristoffer Appelquist |
| Säsong 8 (hösten 2021)  | 24 september – 26 november 2021 | Fredagar klockan 22.00 – 22.30 | 10            | Kristoffer Appelquist |
| Säsong 9 (våren 2022)   | 28 januari – 1 april 2022       | Fredagar klockan 22.00 – 22.30 | 10            | Kristoffer Appelquist |
| Säsong 10 (hösten 2022) | 26 augusti – 28 oktober 2022    | Fredagar klockan 22.00 – 22.30 | 10            | Kristoffer Appelquist |
| Säsong 11 (våren 2023)  | 27 januari – 31 mars 2023       | Fredagar klockan 22.00 – 22.30 | 10            | Messiah Hallberg      |
| Säsong 12 (hösten 2023) | 8 september – 10 november 2023  | Fredagar klockan 22.00 – 22.30 | 10            | Messiah Hallberg      |
| Säsong 13 (våren 2024)  | 26 januari – 29 mars 2024       | Fredagar klockan 22.00 – 22.30 | 10            | Messiah Hallberg      |
| Säsong 14 (hösten 2024) | 23 augusti – 29 november 2024   | Fredagar klockan 22.00 – 22.30 | 12            | Messiah Hallberg      |
| Säsong 15 (våren 2025)  | 24 januari – 11 april 2025      | Fredagar klockan 22.00 – 22.30 | 12            | Messiah Hallberg      |

I säsongspremiären av säsong 9 vikarierade Johanna Hurtig Wagrell programledare för Appelquist som satt i karantän på grund av Covid-19.

## Fotnoter